# Tartares lituaniens de la Garde impériale
Die Tartares lituaniens de la Garde impériale (dt.: Litauische Tartaren der kaiserlichen Garde) bestanden aus Soldaten islamischen Glaubens der Garde impériale. Die Einheit wurde per Dekret durch Kaiser Napoléon 1812 aufgestellt. Es handelte sich um Nachkommen von Krim-Tataren, die sich im Baltikum angesiedelt hatten. Die Eskadron, die über einen eigenen Imam verfügte, wurde zu Beginn des Russlandfeldzuges 1812 aufgestellt, Kommandant wurde der Chef d’escadron Achmatowicz. Nach dessen Tod in Wilna übernahm der Capitaine Ulan die Führung dieser kurzlebigen Einheit, die noch im Feldzug von 1813 in Deutschland und 1814 in Frankreich eingesetzt wurde. Nach der Abdankung von Napoléon und der Restauration wurde die Einheit aufgelöst.
Von nur geringer Effektivität, kämpften die tartarischen Reiter dennoch zusammen mit dem angesehenen 1er régiment de chevau-légers lanciers polonais de la Garde impériale, dem sie auch zugeteilt waren. In der Uniform fanden sich viele grüne Elemente, eine wichtige Farbe für die Muslime. Die Kopfbedeckung zeigte an der Vorderseite einen kupfernen Halbmond, umgeben von drei oder vier kupfernen Sternen.

## Herkunft der litauischen Tartaren
Im 17. und 18. Jahrhundert umgangssprachlich Tartaren genannt, werden sie heute als Tataren bezeichnet. Im 14. Jahrhundert wurde eine Anzahl dieser auf der Krim ansässigen Tartaren von dem litauischen Großfürsten Vytautas als Garde für seine Wasserburg Trakai angeworben. Nach der Vereinigung des Königreichs Polen mit dem Großfürstentum Litauen 1385 bildeten die Tartaren Gemeinschaften und ließen sich in verschiedenen Dörfern nieder.
Anders als die litauische Bevölkerung waren die Tartaren Muslime. Sie hatten Religionsfreiheit und waren von Steuern befreit, mussten aber Militärdienst leisten. Nach der Aufteilung Polens zwischen dem Zarenreich, dem Königreich Preußen und Österreich-Ungarn im XVIII. Jahrhundert wurden die Tartaren in die russische Armee eingegliedert. Freiwillige dienten 1807 in der polnischen Armee des Herzogtums Warschau.

## Organisation

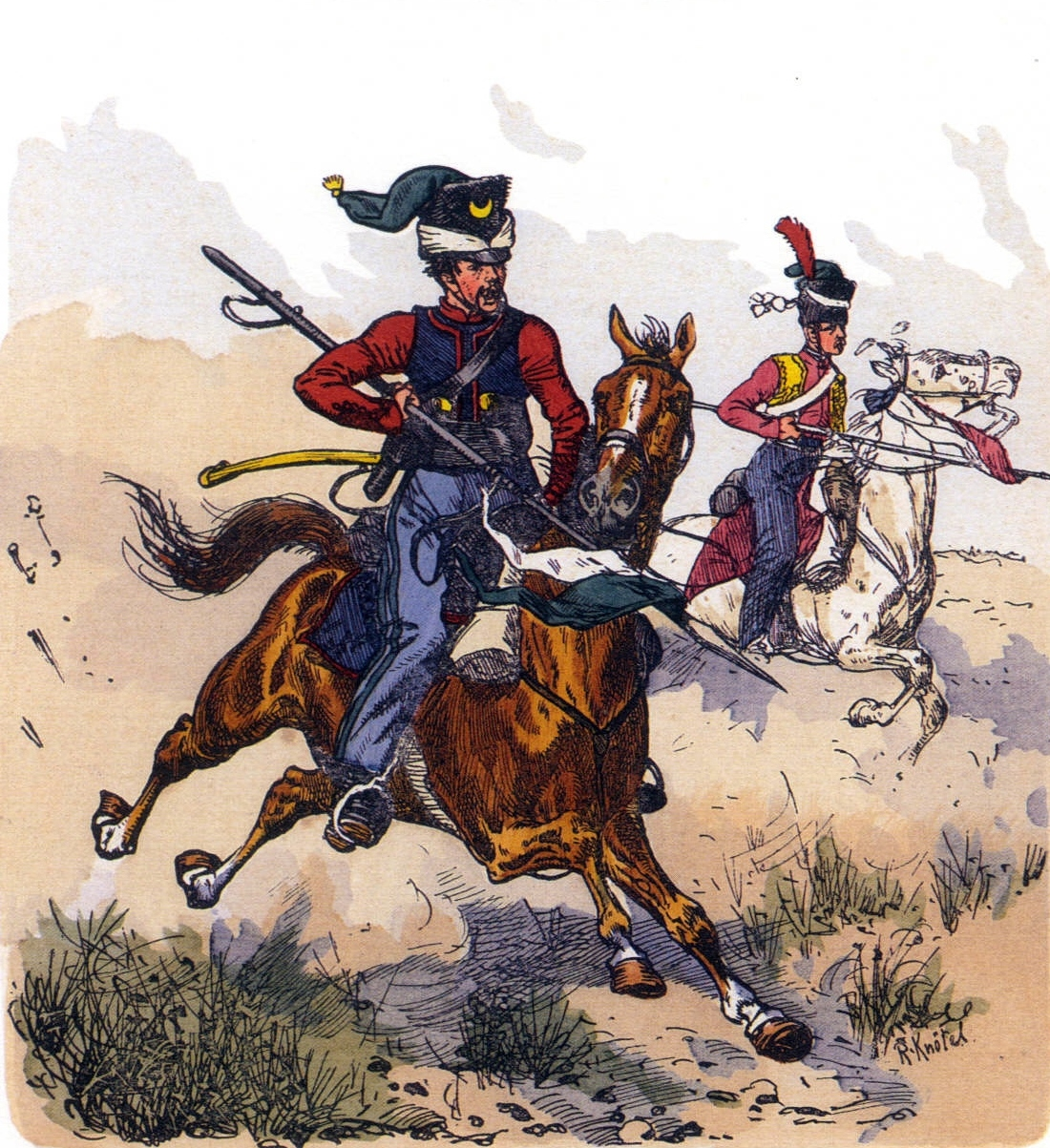
Tartares lituaniens, von Richard Knötel

Im Juni 1812 konnte der General Michel Sokolnicki Kaiser Napoléon von der Notwendigkeit der Aufstellung eines litauischen Tartarenregiments überzeugen. Er argumentierte:

„… ihre Redlichkeit und ihr Mut sind erwiesen …“

Daraufhin wurde der Major Mustapha Murza Achmatowicz mit der Aufstellung des litauischen Regiments beauftragt. Napoléon ordnete die Rekrutierung von 1000 Mann an, aber die allgemeine Begeisterung war nicht so groß, wie er es sich erhofft hatte, Achmatowicz konnte nicht mehr als eine Eskadron zusammenbringen. Sie war insgesamt 123 Mann stark und bestand aus:
- einem Chef d’escadron
- einem Major
- einem Capitaine
- sieben Lieutenants und Sous-lieutenants
- 106 Unteroffizieren und Reitern[3]

Die Aufstellung erfolgte offiziell im Oktober 1812 mit der Zuweisung zum „1er régiment de chevau-légers lanciers polonais“. Achmatowicz kam aus eigener Tasche für die Kosten der Uniformierung und Ausrüstung auf. Wegen der islamischen Konfession wurde der Einheit ein Imam mit dem Namen Aslan Aley zugewiesen. Er erfüllte gleichzeitig die Aufgaben eines „Lieutenant en second“.

## Feldzüge

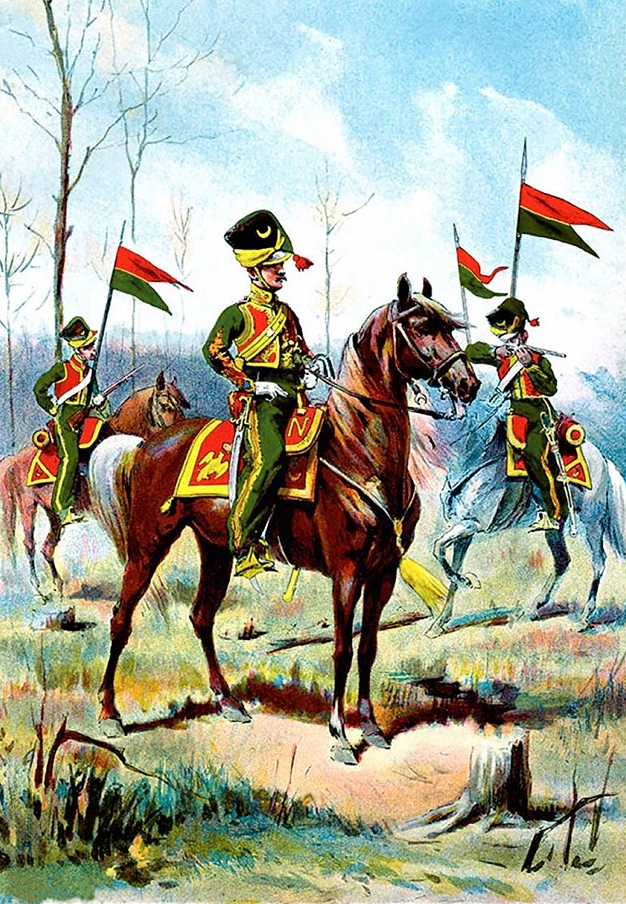
Tartares lituaniens als Aufklärer (Aquarell von Bronisław Gembarzewski, 1896)

Während des Russlandfeldzuges gehörten die Tartaren zusammen mit ihrem Stammregiment und der Gendarmerie d’élite de la Garde impériale zur 6. Brigade der Gardekavallerie. Die Eskadron hatte Verluste, hauptsächlich vom 10. bis 12. Dezember im Chaos von Wilna, wo der Chef d’escadron Achmatowicz zu Tode kam. Sie kämpfte dann noch am 13. Februar 1813 bei der Verteidigung von Kalisz. Am Ende des Feldzuges betrugen die Verluste 100 Offiziere und Soldaten an Gefallenen und Vermissten.
Der Capitaine Samuel Murza Ulan übernahm in Posen das Kommando über die restlichen 30 Mann. Sie wurden mit den Überlebenden des Regiments der Lanciers lituaniens de la Garde impériale, das im Oktober 1812 bei Slonim von den Russen völlig aufgerieben worden war, zusammengelegt – wegen Schwierigkeiten durch Aversionen hatte das jedoch keinen Bestand. Der Capitaine Ulan erhielt daraufhin die Erlaubnis, sich mit seiner Truppe vom Regiment zu trennen. Die Tartaren wurden dann mit noch 35 Reitern als 15. Kompanie dem 1er régiment de chevau-légers lanciers polonais de la Garde zugeteilt. Diesem Regiment wurde das Prädikat der Mittleren Garde zuerkannt. Außer dem Capitaine Ulan waren noch die Lieutenants Ibrahim und Aslan Aley im Dienst.
Von April bis Juni 1813 versuchte der Capitaine Ulan, neue Rekruten für seine Einheit zu gewinnen, und ging zu diesem Zweck mit dem Maréchal des logis-chef Samuel Januszerwski nach Frankreich. Zu diesem Zeitpunkt bestand die Einheit nur noch aus 47 Reitern. In Metz hatte man ihm als Ersatz nichtmuslimische Soldaten zuteilen wollen, was er aber ablehnte. Er kam dann mit sechs neuen Rekruten nach Paris, wo er die Situation dem Kriegsminister Henri Clarke d’Hunebourg vortragen wollte. Ohne Ergebnis verließ er Paris mit 24 Rekruten und traf in Friedberg (Hessen) ein, wo sich das Depot der „Chevau-légers lanciers polonais de la Garde“ befand.
Im August wurde die Handvoll Soldaten, die der Capitaine mitgebracht hatte, in die kleine Kompanie eingegliedert, bevor die Feindseligkeiten wieder aufgenommen wurden. Die Tartaren kämpften an der Seite der
polnischen Ulanen während des Feldzuges in Deutschland in der Schlacht bei Dresden, dem Gefecht bei Peterswalde (Mecklenburg), der Völkerschlacht bei Leipzig und der Schlacht bei Hanau. Im Dezember lag der Personalbestand bei 46 Reitern, von denen 23 nicht einsatzfähig waren. Sie nahmen dann noch am Feldzug in Frankreich teil, in dem sie weitere 13 Gefallene verloren und sechs Reiter in Gefangenschaft gerieten. Nach der Abdankung von Napoléon kehrten die überlebenden Männer in ihre Heimat zurück.

## Uniformierung

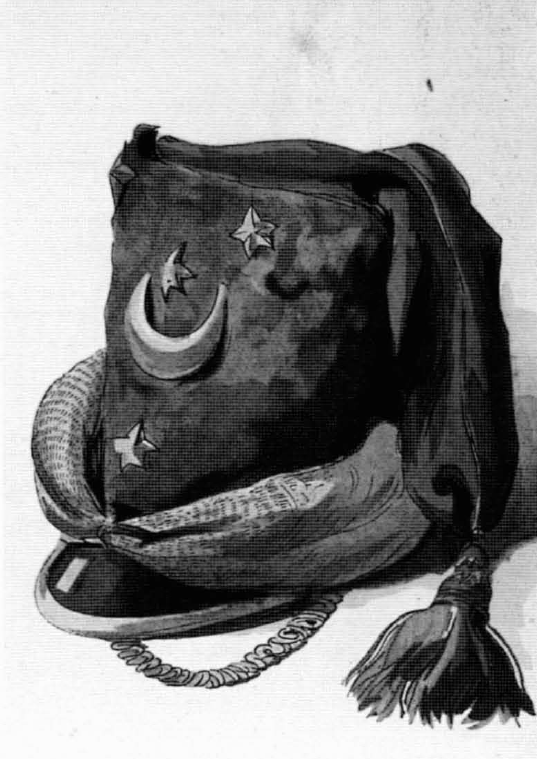
Offiziersmütze der Tartares lituaniens (von Bronisław Gembarzewski)

Die litauischen Tartaren hatten eine Uniform ähnlich der der Kosaken. Bei der Aufstellung der Einheit gab es Variationen je nach den Stämmen, aus denen die Rekruten kamen. Das einzig Gemeinsame war der grüne Mützenbeutel der Kappe, eine wichtige Farbe in der muslimischen Religion (unter anderem die des Propheten Mohammed). Ein Halbmond und Sterne, Elemente in Bezug auf den Islam, erschienen auf der Mütze. Als die Einheit in die polnischen Ulanen der Garde eingegliedert wurde, gab General Krasiński ihnen eine mehr einheitliche Uniform, aber die Vielfalt dauerte bis 1814, als ihre Ausrüstung vollständig erneuert wurde. Die Entwicklung der Bekleidung findet sich in zwei Perioden: 1812 und dann von 1813 bis 1814. Die genauen Details der Uniform der Offiziere sind nicht mehr nachvollziehbar.

### Kopfbedeckung
Die Kopfbedeckung bestand aus einer Mütze aus dem Fell des Karakulschafs mit einem Schirm aus Lackleder und einem grünen Mützenbeutel mit roter Quaste. An der Vorderseite befand sich ein kupferner Halbmond, umgeben von drei oder vier kupfernen Sternen. Um den unteren Rand war ein gelber Turban geschlungen. Im Jahre 1813 wurde diese Mütze durch einen Kolpak ersetzt. Der Turban, der Halbmond und die Sterne fielen jetzt weg. An der Mütze war eine weiße Fangschnur mit zwei Raquettes befestigt. (Die Raquettes bestanden aus einem geflochtenen Kreis aus weißem oder farbigem Faden, an dem Eicheln befestigt waren.) An der Spitze des Kolpaks war ein roter Federbusch befestigt, der Mützenbeutel war ohne Passepoils. Die Mütze wurde unter dem Kinn durch eine Schuppenkette aus Messing gehalten.
Nach der Beschreibung aus dem Manuskript von Marckolsheim trugen die Trompeter im Jahre 1812 einen schwarzen Kolpak ohne Turban mit weißer Fangschnur und weißem Federbusch. Der Mützenbeutel war grün mit gelben Passepoils und einer roten Quaste. Der Kolpak des Stabstrompeters (Brigadier-trompette) war weiß mit einem kupfernen Halbmond an der Stirnseite und unten von einem blauen, gelb gestreiften Turban umschlungen. Der Mützenbeutel war blau mit gelben Passepoils und an der Spitze mit einer roten Quaste versehen. Dazu kam ein weiß-roter Federbusch.

### Kleidung

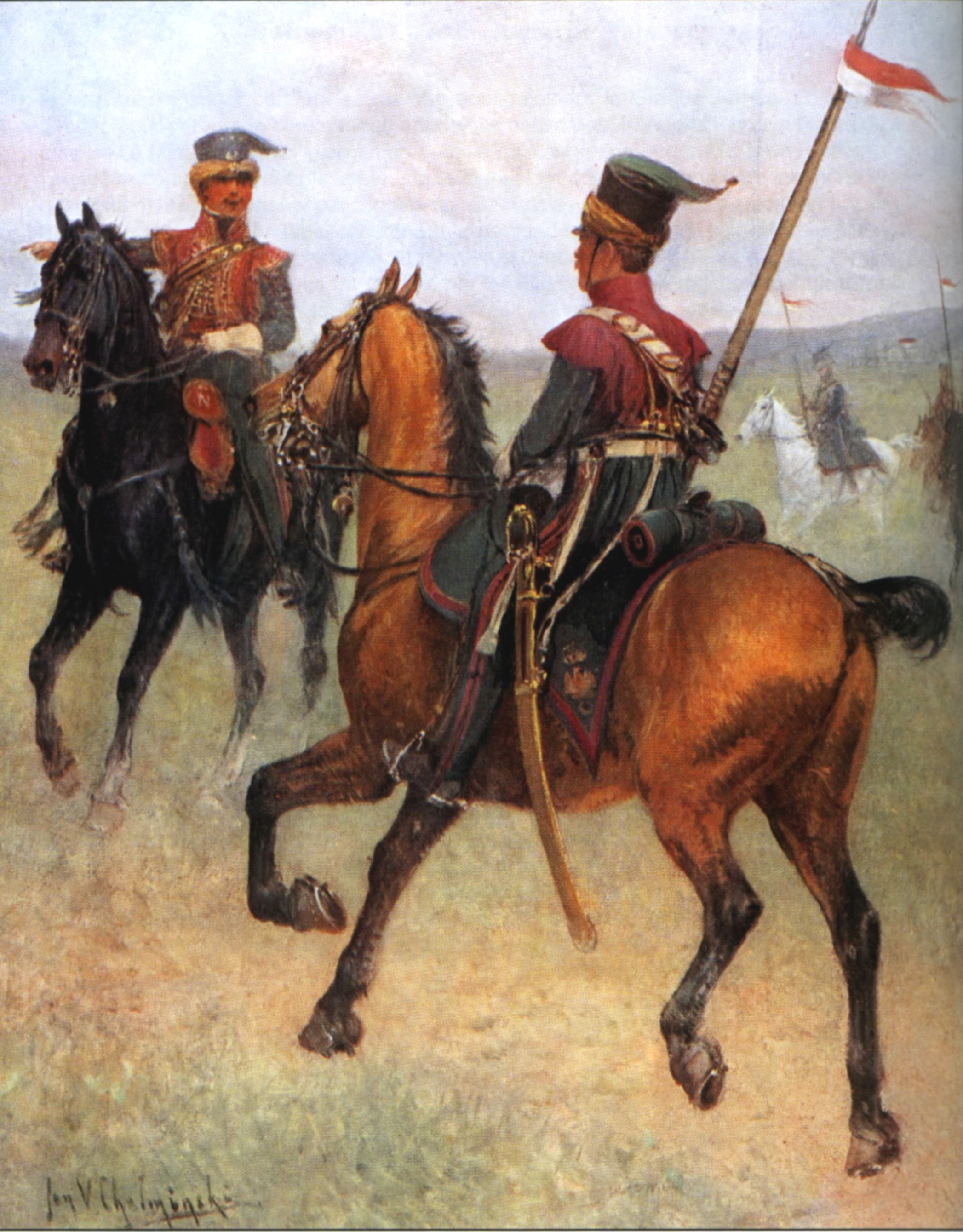
Offizier und Soldat der Tartares lituaniens in der Uniform von 1812 (Aquarell von Jan Chełmiński)

Über der grünen Jacke wurde eine scharlachrote Supraweste getragen, die von einer doppelten Reihe gelber Paspeln eingefasst war. Das Halstuch hinter dem Stehkragen der Weste war rot mit gelben Paspeln. Die Patten der Epauletten waren gelb, ebenso die Knöpfe. Im Werk Les uniformologues von Liliane und Fred Funcken wird die Uniform ohne Spitzenbesatz an den Ärmeln dargestellt, im Gegensatz zu Emir Bukhari, der einen roten Besatz mit gelber Paspelierung angibt.
Um die Hüfte war ein gelber Stoffgürtel geschlungen, der durch einen golddurchwirkten weißen Gürtel ersetzt werden konnte. Der Mantel war gleich dem der Mamelouks de la Garde impériale. Die weite Hose (Charroual) war grün, mit karmesinroten Lampassen verziert. Die Stiefel waren schwarz. Im Jahr 1813 wurde die grüne Jacke scharlachrot, und die rote Supraweste wurde gelb mit schwarzer Paspelierung. Die Farbe der Hosen wechselte von Grün zu Indigo.
Die Trompeter trugen 1812 eine gelbe Jacke, darüber eine rote Weste mit gelben Borten. Die roten Manschetten der Ärmel waren kleeblattförmig ausgeführt, die Hosen karmesinrot mit grünen und gelben Streifen. Die Uniform des Stabstrompeters war blau mit einem roten Umhang mit gelben Knöpfen und Manschetten derselben Farbe an den Ärmeln. Die Weste war rot mit gelben Streifen. Die Hosen waren blau mit roten und gelben Tressen sowie mit Vitéz Kötés aus karmesinrotem Garn verziert. Die Stiefel waren gelb.

### Bewaffnung und Ausrüstung
Die Hauptbewaffnung war eine 2,75 Meter lange Lanze. Sie war mit einem Wimpel ausgestattet – oben rot, unten weiß oder grün. Schräg im Gürtel war ein Dolch untergebracht. Dazu kam ein Säbel vom gleichen Modell, wie er von den Lanciers de la Garde geführt wurde. Die Säbelscheide war aus Kupfer. Über verwendete Schusswaffen gibt es keine Informationen. Zur persönlichen Ausrüstung gehörte eine schwarze Feldflasche, die mit einem kupfernen Adler dekoriert war. Bandelier und Säbelgehenk waren aus weißem Leder. Der Sattel lag auf einer roten Satteldecke mit gelber Bordüre, deren hintere Ecken mit einem gelben, gekrönten Adler verziert waren. Dazu kam ein Mantelsack von roter Farbe mit gelber Bordüre.